# Pavel Matiash
Pavel Viktorovich Matiash (in russo Матяш Павел Викторович?; Biškek, 11 luglio 1987) è un ex calciatore kirghiso, di ruolo portiere.

## Carriera

### Club
Ha giocato nella prima divisione dei campionati kirghiso, maldiviano ed uzbeko.

### Nazionale
Con la nazionale kirghisa ha preso parte alla Coppa d'Asia 2019.

## Statistiche

### Cronologia presenze e reti in nazionale
| Cronologia completa delle presenze e delle reti in nazionale ― Kirghizistan | Cronologia completa delle presenze e delle reti in nazionale ― Kirghizistan | Cronologia completa delle presenze e delle reti in nazionale ― Kirghizistan | Cronologia completa delle presenze e delle reti in nazionale ― Kirghizistan | Cronologia completa delle presenze e delle reti in nazionale ― Kirghizistan | Cronologia completa delle presenze e delle reti in nazionale ― Kirghizistan | Cronologia completa delle presenze e delle reti in nazionale ― Kirghizistan | Cronologia completa delle presenze e delle reti in nazionale ― Kirghizistan |
| Data                                                                        | Città                                                                       | In casa                                                                     | Risultato                                                                   | Ospiti                                                                      | Competizione                                                                | Reti                                                                        | Note                                                                        |
| --------------------------------------------------------------------------- | --------------------------------------------------------------------------- | --------------------------------------------------------------------------- | --------------------------------------------------------------------------- | --------------------------------------------------------------------------- | --------------------------------------------------------------------------- | --------------------------------------------------------------------------- | --------------------------------------------------------------------------- |
| 15-6-2021                                                                   | Suita                                                                       | Giappone                                                                    | 5 – 1                                                                       | Kirghizistan                                                                | Qual. Mondiali 2022                                                         | -5                                                                          |                                                                             |
| Totale                                                                      |                                                                             | Presenze                                                                    | 1                                                                           |                                                                             | Reti                                                                        | -5                                                                          |                                                                             |

## Palmarès

### Club

#### Competizioni nazionali
- Campionato kirghiso: 7

Dordoi Biškek: 2006, 2007, 2008, 2009, 2011, 2012, 2014
- Coppa del Kirghizistan: 5

Dordoi Biškek: 2006, 2008, 2010, 2012, 2014
- Dhivehi Premier League: 1

Maziya: 2016
- Coppa dell'Uzbekistan: 1

AGMK Olmaliq: 2018

#### Competizioni internazionali
- Coppa del Presidente dell'AFC: 2

Dordoi Biškek: 2006, 2007